# HD137551
HD137551 — хімічно пекулярна зоря спектрального класу B8, що має видиму зоряну величину в смузі V приблизно  9,2.
Вона  розташована на відстані близько 1707,6 світлових років від Сонця.

## Пекулярний хімічний склад
Зоряна атмосфера HD137551 має підвищений вміст 
Si
.